# 800

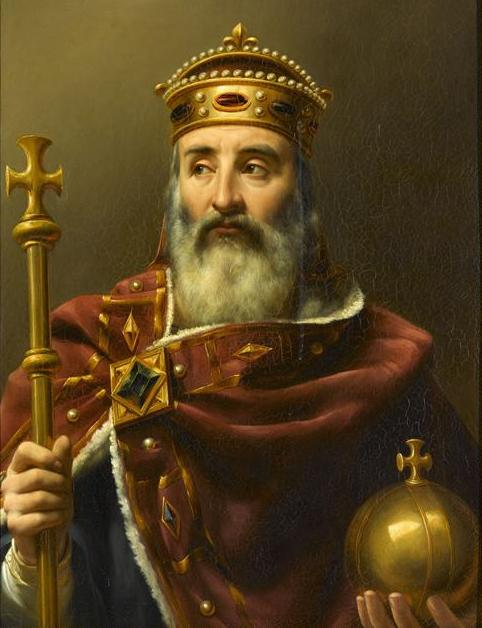
Karel de Grote, keizer van de Franken

Het jaar 800 is het 100e jaar in de 8e eeuw volgens de christelijke jaartelling.

## Gebeurtenissen

### Europa
- maart - Koning Karel de Grote geeft opdracht tot de bouw van een Frankische vloot in Het Kanaal en andere verdedigingsactiviteiten tegen de Vikingen. Hij stuurt paus Leo III onder bescherming van een militaire escorte en een aantal bisschoppen terug naar Rome. Daar aangekomen legt Leo een reinigingseed af, die hem zal vrijspreken van meineed.
- 25 december - Karel de Grote wordt in Rome tijdens kerstmis in de Sint-Pietersbasiliek door Leo III tot keizer (imperator Romanum) gekroond van het voormalige West-Romeinse Rijk. Hij regeert over het Frankische Rijk (tot 814) en voert een officiële staatsdoctrine in. Tijdens zijn bewind wordt het rijk de meest stabiele politieke eenheid in het Westen.

## Religie
- Het Book of Kells (Boek van Columba), een evangeliarium (religieus boekwerk), wordt door Keltische monniken geschreven. (waarschijnlijke datum)

## Geboren
- Altfrid, Frankisch bisschop en adviseur (waarschijnlijke datum)
- Ethelwulf, koning van Wessex (waarschijnlijke datum)
- Euphemius, Byzantijns admiraal (waarschijnlijke datum)
- Galindo I Aznárez, Frankisch graaf (overleden 867)
- Gebhard, Frankisch edelman (waarschijnlijke datum)
- Girard II, Frankisch edelman (waarschijnlijke datum)
- Koenraad I, Frankisch graaf (overleden 863)
- Meklan, hertog van Bohemen (overleden 873)
- Otfried von Weißenburg, Duits monnik en dichter (waarschijnlijke datum)
- Sancho II, hertog van Gascogne (waarschijnlijke datum)
- Swithin, Angelsaksisch bisschop en heilige (overleden 862)
- Warin I, Frankisch abt (waarschijnlijke datum)

## Overleden
- Beatus van Liébana, monnik en theoloog (waarschijnlijke datum)
- 4 juni - Luitgarde (24), echtgenote van Karel de Grote
- 3 juni - Staurakios, Byzantijns minister en adviseur
- Trisong Detsen, koning van Tibet (waarschijnlijke datum)
- Yutog Yönten Gönpo, Tibetaans geestelijke (lama) (waarschijnlijke datum)